# إيدا ماكلين
إيدا سميدلي ماكلين (بالإنجليزية: Ida Maclean)‏ (14 حزيران/يونيو 1877-2 آذار/مارس 1944)، هي عالمة كيمياء حيوية إنجليزية، وأول امرأة قُبلت في الجمعية الكيميائية في لندن.

## النشأة والتعليم
وُلدت إيدا في برمنغهام لوالدها رجل الأعمال ويليام سميدلي ووالدتها آني إليزابيث دوكوورث. تلقت تعليمها في المنزل من قبل والدتها حتى سن التاسعة وعاشت في منزل مثقف وتقدمي. تلقت تعليمها المدرسي في مدرسة الملك إدوارد السادس الثانوية للبنات في برمنغهام من عام 1886 إلى عام 1896، وفازت بعدها بمنحة وبدأت دراستها في كلية نيونهام في كامبريدج.
حصلت في الامتحان الجامعي لدرجة الشرف للعلوم الطبيعية على درجة أولى في النصف الأول ودرجة ثانية في النصف الثاني في دراستها للكيمياء وعلم وظائف الأعضاء. أخذت ماكلين استراحة لمدة عامين، وحصلت بعدها على منحة من جامعة باثورست في عام 1901. أجرت أبحاثًا في الدراسات العليا في الكلية التقنية المركزية في لندن، وفي مختبر أبحاث ديفي فاراداي في المعهد الملكي. منحتها جامعة لندن شهادة الدكتوراه في عام 1905.

## العمل الأكاديمي
أصبحت ماكلين محاضِرة مساعدة في قسم الكيمياء بجامعة مانشستر في عام 1906 وهي أول موظفة في القسم، وبقيت هناك حتى عام 1910 وذلك إلى جانب عملها كأستاذة مساعدة في مختبرات الطالبات والبحث في الخصائص البصرية للمركبات العضوية. بدأت ماكلين عملها في الكيمياء الحيوية في معهد ليستر للطب الوقائي في عام 1910، وحصلت على جائزة الجمعية الأمريكية إلين ريتشاردز التابعة لجامعة النساء تكريمًا لأبحاثها.
تزوجت في 28 آذار/مارس 1913 من هيو ماكلين وهو زميل في معهد ليستر، وأنجب الزوجان ابنًا وابنة. عملت خلال الحرب العالمية الأولى في القوات البحرية في عدة مناطق مثل مناطق الحرب على الغاز ومناطق الإنتاج الواسع النطاق للأسيتون عن طريق التخمير.
عملت ماكلين في النشر في المجلة الكيميائية الحيوية بين عامي 1920 و 1941، ونشرت ما يقارب الثلاثين بحثًا حول اهتماماتها الخاصة التي تتجسد في دور الأحماض الدهنية في الحيوانات وتوليف الدهون من الكربوهيدرات. شاركت زوجها هيو في تأليف الطبعة الثانية من كتابه «الشحوم» في عام 1927. اعتُبرت ماكلين من الأشخاص المؤثرين في الكيمياء الحيوية، وكان كتابها الذي صدر في عام 1943 بعنوان «استقلاب الدهون» أول إصدار من سلسلة شركة ميثوين لللنشر بعنوان «دراسات حول موضوعات كيميائية حيوية».

## حقوق المرأة
عملت ماكلين بجد لتحسين وضع المرأة في الجامعات وكانت من بين مؤسسي الاتحاد البريطاني لجامعة النساء في عام 1907. أصبحت أول امرأة مُعترف بها رسمياً في جمعية لندن الكيميائية في عام 1920، وذلك بعد أن أصبحت زميلة في المعهد الملكي للكيمياء في عام 1918. كانت ماكلين عضوًا في مجلس جمعية لندن للكيمياء من عام 1931 إلى عام 1934، وكانت رئيسة الاتحاد البريطاني لجامعة النساء من عام 1929 إلى عام 1935. عملت أيضًا في مجلس تعيينات النساء في جامعة كامبريدج من عام 1941 إلى عام 1944.

## الوفاة
توفيت إيدا ماكلين في 2 آذار/مارس في عام 1944 في مستشفى الكلية الجامعي في لندن، وحُرق جسدها بعد ذلك.